# Elaiochória
Elaiochória (Elaiochoria) är en ort i Grekland.   Den ligger i prefekturen Chalkidike och regionen Mellersta Makedonien, i den nordöstra delen av landet, 270 km norr om huvudstaden Aten. Elaiochória ligger 142 meter över havet och antalet invånare är 344.
Terrängen runt Elaiochória är platt åt sydväst, men åt nordost är den kuperad. Närmaste större samhälle är Néa Moudhaniá, 14,1 km sydost om Elaiochória. Trakten runt Elaiochória består till största delen av jordbruksmark.